# Історія електронних видань

Перший номер езину Cult of the Dead Cow

Історія електронних видань починається з появи перших електронних періодичних дайджестів та журналів у США у 1980-х роках., коли медіа стали опановувати новий цифровий формат.

## Теоретичні засади
Науковці почали створювати гіпотези щодо виникнення безпаперових видань ще до появи перших медіа у цифровому форматі. Зокрема першими електронні журнали описали американські вчені Н. Сондак та Р. Шварц у статті «Безпаперовий журнал» ще у 1973 році. У роботі досліджуються електронні журнали у форматі мікрофіш, які зчитуватися комп'ютерами.
Можливість створення електронних видань теоретично була обґрунтована в численних дослідженнях та експериментах американських та британських науковців. Як зазначає українська дослідниця Т. Ярошенко, подібні експерименти велися з 1974 року Національною науковою фундацією США. Результатом роботи фундації стала «EIES» (The Electronic Information Exchange System — електронна система обміну інформацією), спрямована на спрощення доступу науковців до документів через використання комп'ютерів. Системи доставки та збереження електронних документів упроваджувалися в Національній бібліотеці Британії, Інституті наукової інформації у США, Технічній інформаційній бібліотеці в НДР, Національному центрі періодики у США та інших організаціях. Проте навіть розуміння технології не дозволило цим організаціям створити самостійний мережевий електронний журнал, окрім проекту «EIES», який є свідченням успішної розробки електронної періодики. Дослідники лише працювали над теоретичним синтезом наявної інформації, щоб осягнути зміни, що мали б відбутися з впровадженням безпаверового видавництва.
Наукові статті кінця 1970-х — початку 1980-х років переважно позитивно оцінюють електронний формат, оскільки він має низку переваг перед друкованим. Дж. Сендерс у 1976 році в статті «Науковий журнал майбутнього» визначив такі переваги електронного журналу: швидка доставка великої кількості інформації та постійна комунікація між редакцією та автором. У Р. Ройстачера в публікації «Віртуальний журнал» 1976 року також зазначається низка позитивних характеристик, серед яких нескінченна кількість сторінок, можливість пошуку тощо. Перспективи розвитку електронних видань розглядав Ф. Ланкастер у праці «На шляху до безпаперової інформаційної системи», що побачила світ у 1978 році. Однак на цьому етапі розвитку мережеві технології були малорозвинутими, дослідження стосувалися не електронних журналів у мережі, а потенційних можливостей розповсюдження видань.
Цікаво спостерігати, як дослідники Р. Глітц та М. Туроф у 1982 році намагаються визначити перспективи розвитку електронних журналів на основі мережі «EIES». Із цих праць очевидно, що електронні видання як явище з'явилися зовсім нещодавно і науковці не випрацювали теоретичної бази для аналізу журналів. У статті дослідники, один з яких є директором «EIES», плутають поняття журналу з мережею, що свідчить або про відсутність розуміння видавничої справи, або ототожнення журналів із текстовою комунікацією.
За прогнозами цих науковців, електронні журнали розвиватимуться в чотирьох формах:
- як періодична розсилка;
- як нерецензований «паперовий ярмарок»;
- як аналог традиційних журналів;
- у новітньому форматі.

Дослідники вказують на видання, які наразі зникли з мережі. У першій формі новини періодично розсилалися зацікавленим особам. У другій формі матеріали складалися на одному місці, їх без обробки могли прочитати інші. Форма, що наслідує традиційні журнали, вказана третьою, а четвертою є новітня на той час схема комунікації. Читачі могли ставити запитання та отримувати відповіді. Пізніше редакція збирала цікаві запитання та публікувала їх для загалу. Можна помітити багато спільного між першою та третьою формою, відмінність була лише в характері та жанровій специфіці матеріалів — у розсилці превалювали короткі газетні форми, а в журналі — аналітичні. Другу форму взагалі не можна розглядати як видання. У четвертому варіанті дослідники вбачають бажану інтерактивність видань. Згодом цей варіант буде цілком реалізовано в дайджестах «ARPANET».

## Дискові журнали

5 номер дискового журналу CLOAD

Розповсюдження самвидаву в електронному форматі почалося з кінця 70-х років ХХ ст. У цей період збільшилася кількість ЕОМ, інформацію тиражували на магнітних стрічках. Широке впровадження комп'ютерної техніки створило передумови для появи електронних видань.
Електронні вижання до появи інтернету в США розповсюджувалися на дисках. Вони мали назву «Disk magazine» («дискові журнали»). У розмовній англійській мові використовують скорочення «diskmag» («дискмаг»). Дискові журнали також відомі під назвою «magazette» (контамінації від «magazine on diskette» — журнал на дискеті) — це видання, що розповсюджувалися в електронній формі на магнітних чи оптичних носіях і читалися за допомогою комп'ютера. Вони були популярними в 80-х та 90-х роках ХХ сторіччя, до появи доступного швидкісного інтернету. Розповсюджувалися переважно на дискетах (floppy disk), звідки й походить їхня назва. Коли в кінці 90-х інтернет став доступним для більшості користувачів, видання перейшли в мережу, продовжуючи називати себе дисковими журналами.
На відміну від езинів, які розповсюджувалися в чистому текстовому форматі, дискові журнали виходили у вигляді програми, що запускалася на комп'ютері читачів. Це дозволяло цим електронним виданням містити елементи, які на той час не могли передати жодні інші медіа: малюнки, графічний інтерфейс, фонову музику, анімацію, інтерактивні елементи. Дискові журнали розроблялися для певної комп'ютерної платформи і навіть для ігрових телеприставок. Журнали для популярних платформ, таких як Apple Macintosh чи IBM PC, мали більшу популярність, аніж інші не менш цікаві, але розроблені для непоширених комп'ютерів. Сьогодні складно досліджувати подібні журнали, оскільки необхідно або шукати той комп'ютер, на якому їх можна прочитати, або програму, що імітує роботу на цій платформі.
Основною причиною виникнення дискових журналів став попит на комп'ютерну літературу. Традиційні друковані видання не завжди вчасно реагували на появу нової вільної ніші на ринку. Починаючи з 70-х років ХХ ст., комп'ютерна література була дуже потрібною, оскільки обчислювальна техніка супроводжувалася інструкціями, які не могли вмістити всі можливі проблеми, що виникали в користувачів. Сам комп'ютер як мультифункціональний пристрій дозволяв не тільки читати професійну пресу, але й створювати її. К. Д. Волко зазначає, що дискові журнали були формою комунікації комп'ютеризованої молоді в ті часи, коли доступу до мережі інтернет не було. Ці люди належали до першої генерації, що зростала з домашніми персональними комп'ютерами. Оскільки їхні батьки та вчителі знали про нові технології менше, ніж вони, цим молодим користувачам доводилося освоювати комп'ютери та вчити програмування самостійно. Дискові журнали були тією платформою, де ця самоорганізована молодь могла обмінюватися знаннями.
Переважно текстова інформація в дискових журналах подавалася у формі статей, оглядів або інструкцій щодо використання комп'ютера. Читачі також послуговувалися програмами, які безкоштовно розповсюджувалися з виданням. Дискові журнали, за спогадами сучасників, були корисними для читачів:
```
«Сьогодні кожен книжковий магазин має великий відділ комп’ютерної літератури і навіть в аптеках є комп’ютерні журнали. Але ні книги, ні журнали не були доступні нам у той час. Єдиним джерелом корисної інформації був журнал «Cursor», який видавав Р. Джефрієр. Це був не просто журнал! «Cursor» виходив трохи нерегулярно на касетах. Кожен випуск містив шість програм, які можна було запустити одразу. Це був мікс графіки, музики, ігор, пазлів, утиліт, навчальних і прикладних програм, як, наприклад, підрахунок відсотків на кредит. Усі вони були корисними, а деякі справжніми знахідками» 
[
9
]
. 
```

Деякі дискові журнали існували за рахунок дотацій, які їм надавали комп'ютерні фірми, інші — за рахунок передплати. Тому видавництва таких журналів переважно були комерційними фірмами, що позитивно впливало на організацію роботи редакції. Наприклад, річна передплата (12 номерів) на дисковий журнал «CLOAD» коштувала 95 доларів на дисках і 50 доларів на касетах Комерційні засади роботи впливали як на якість статей, так і на тематику видання. Видавці не могли дозволити собі писати про те, що цікаво тільки їм, як це робили головні редактори езинів.
Першим відомим дисковим журналом був «CLOAD magazine», розроблений для комп'ютерів Radio Shack TRS-80. Його засновниками були видавець Р. МакЕлрой та редактор Д. Фуллер. Журнал почав виходити у 1978 році на касетах і був названий на честь команди текстового інтерфейсу цього комп'ютера, що означала завантаження програми з касети на комп'ютер. В інших джерелах першим дисковим журналом визнають «Chromasette», створений для того ж самого комп'ютера TRS-80. Перший номер видання вийшов 1981 року. Головним редактором журналу був Д. Лагерквіст.
У вересні 1981 року виходить перший випуск журналу «Softdisk», який спочатку називався «Softdisk Magazette». Він розроблявся для популярної комп'ютерної платформи Apple II і виходив на 5¼ дискетах. Це був перший журнал, що використовував у своїй дистрибуції не касети, а дискети. Журнал створив Д. Мангхем разом зі своєю дружиною Джуді. «Softdisk» виходив як додаток до офіційного журналу «Softalk». Спочатку видавці планували, щоб користувачі після прочитання журналу повертатимуть дискети назад, щоб отримати новий випуск. Для цього використовували пластикові поштові пакети, які можна було відіслати назад, оскільки на звороті була заздалегідь оплачена поштова пересилка зі зворотною адресою редакції. Потреба в такій складній дистрибуції виникла через високі ціни на магнітні носії та намагання редакції постійно тримати контакт із читачами. Саме серед користувачів можна було знайти потенційних авторів. Оскільки більшість професійних журналістів не могли написати якісні тексти комп'ютерної тематики, редакції доводилося працювати з комп'ютерниками, які знали прикладну сферу. Авторам нових публікацій «платили» купонами на безкоштовний номер. Вартість одного видання становила п'ять доларів за умови, що читач вислав дискету видавцеві. Однак не тільки фінансові чинники впливали на бажання публікувати свої матеріали. Через цей журнал розповсюджувалися різні програми, які розроблялися самими читачами. Навколо «Softdisk» сформувалася ціла група людей (так звана спільнота), що працювала на видання безкоштовно. Із часом журнал комерціалізувався, оформив щорічну передплату, почав продаватися в магазинах. Видавці відмовилися від складної процедури пересилання дискет. Це видання згодом породило цілу серію журналів для інших комп'ютерів, таких як Softdisk G-S для комп'ютера Apple IIgs. Дискмаг був перероблений для інших платформ, таких, як Commodore 64, IBM PC та Apple Macintosh, що значно розширило аудиторію видання за рахунок користувачів цих комп'ютерів. Останній 166-й номер видання вийшов у серпні 1995 року. Головний редактор П. Рокітскі уже створював журнал самотужки, оскільки комп'ютери, для яких робилося це видання, на той час остаточно застаріли й у журналу не було ані читачів, ані авторів. Сьогодні всі випуски журналу вміщуються на двох компакт-дисках, які продаються разом із програмою, що імітує на комп'ютері читача платформу Apple II.
Паралельно з «Softdisk» виходили й інші видання, такі, як «Diskazine», «Window», «I.B.Magazette», «UPTIME» та «PC Life». Деякі видавці друкованих комп'ютерних журналів додавали до своїх видань дискмаги. Їх розповсюджували разом, під однією упаковкою. Інші видавці заснували окрему передплату для таких дискових журналів.

Сторінка київського електронного бюлетня "Софтпанорама", 1989

У 1986 році в Європі починає виходити голландський англійськомовний журнал «ST NEWS» для комп'ютерів Atari ST. Щоб зрозуміти масштаби цього видання, наведемо статистику за 10 років його існування, що підрахував дослідник Р. Карсмейкер. За період з 1986 по 1996 з'явилося 42 випуски журналу, що містили 2 000 статей, 465 оглядів програм та 120 інструкцій. У 1986 році виходять також журнали «F.A.S.T.E.R.» (закрився у 1987), «INSoft Disk Newsletter» (закрився у 1988).
Восени 1989 року в Києві почало поширюватися е-видання на 5 ¼" дискетах "Софтпанорама" [Архівовано 5 травня 2019 у Wayback Machine.] з матеріалами семінару «Системне програмування»  [Архівовано 1 лютого 2013 у Wayback Machine.], під редакцією Миколи Миколайовича Безрукова — перший вітчизняний електронний щомісячних, в якому протягом 1989-1995 років публікувалися матеріали не лише науково-технічної, але також і громадсько-політичної тематики.
З розвитком інтернету дискові журнали не перестали існувати. Мережа стала доступною для пересічних користувачів тільки в другій половині 1990-х. У цей час модернізувалися лише носії (у середині 90-х років минулого століття дискові журнали перейшли на оптичні CD). Ємність цих носіїв інформації (700 Мбайт) та потужні комп'ютери дозволяли видавцям більше використовувати музику та відео. Це суттєво розширювало аудиторію цих видань, оскільки публікація трейлерів фільмів та музичних композицій диверсифікували дискові журнали, які до того охоплювали переважно комп'ютерну тематику.

## Догіпертекстовий період мережевих видань
Перше мережеве періодичне видання «TCP-IP Digest», що згодом було перейменовано на «TCP-IP Distribution List» («Список розповсюдження TCP-IP»), з'явилося 8 жовтня 1981 року. Перший номер існував у вигляді одного файлу, однак це була збірка повідомлень з форуму, або, як це тоді називалося, групи обговорення (Discussion Group). У сучасних архівах це видання розбите за місяцями, але такий вигляд «TCP/IP Digest» набув тільки зараз. У минулому його випуски виходили щонеділі, тому сучасна форма існування дайджесту не відповідає оригіналу.
Мережа FIDO видавала свої новини «FidoNews» у форматі розсилки. На відміну від дайджестів, це було повноцінне видання з оригінальними текстами. Мережа FIDO базувалася на системі вузлів — комп'ютерів, що відігравали роль сучасних серверів інтернету. За відсутності гіпертекстової технології інформацію про появу нового вузла можна було отримати лише з цього видання. Тому окрім новин, у «FidoNews» публікувалася технічна інформація — списки вузлів мережі. За форматом це видання було ближчим до газети, аніж до журналу. Перший номер вийшов 1 грудня 1984 року в текстовому форматі шириною 67 символів.
Складним питанням залишається визначення першого електронного журналу. У дослідника В. Монті зустрічаємо згадку про прототип електронного журналу, що видавався у 1976 році в Інституті технологій Нью-Джерсі (США). Журнал виходив щотижня в текстовому форматі тільки для читання. Очевидно йдеться про експерименти М. Турофа на базі мережі «EIES», які були описані цим науковцем у статті «The Electronic Journal: a Progress Report Journal of the American Society for Information Science». До наших днів збереглося перше періодичне видання під назвою «TCP-IP Digest». Дайджест був механістичним поєднанням листування комп'ютерних спеціалістів і майже не містив редакційної обробки матеріалів, окрім вступного слова та вихідних даних. На право першого езину претендує «Cheap Truth» 1983 року випуску, однак наявні в інтернеті файли містять дати, а головний редактор заявив в інтерв'ю, що існували й більш ранні видання. Також не можна упускати того факту, що «Cheap Truth» спочатку поширювався в друкованому вигляді, а в мережу потрапив для «якнайширшого розповсюдження». Тобто це була лише електронна копія друкованого видання. Поширеною є інформація про те, що перший мережевий електронний журнал створив гурт американських хакерів «Cult of the Dead Cow» («Культ мертвої корови»), який опублікував свій перший езин у 1984 році і видає його до сьогодні. Видання містило не лише технічну інформацію, а також публікації про анархізм.
Одним із перших езинів був також «H.A.C.K.», що видавався в 1984 році Греєм Вольфом. Проте публікації у виданні були інструкціями зі взламування телефонних мереж та доступу до баз даних у мережі. Тільки з четвертого номера видавець створює шапку для свого видання і пише вступне слово. Збереглися випуски езину «FSFnet», датовані груднем 1984 року. Це періодичне видання вийшло в кооперативній університетській мережі BITNET, що існувала окремо від інтернету. Згодом його перейменували на «DargonZine».
Популярними виданнями були маргінальні езини «Phrack» заснований з 1985 року, як «TAP» і «2600». На відміну від «Cult of the Dead Cow», в якому публікували переважно індивідуальні матеріали членів угруповання, «Phrack» публікував тематичні збірки статей, на кшталт друкованих журналів. У листопаді 1985 року Р. Тішлер (Taran King) і К. Неідорф (Knight Lightning) сформували редакцію цього езину. Тексти були присвячені не лише комп'ютерній тематиці. У видання входили матеріали, присвячені фрікерству (незаконне підключення до телефонних мереж) та анархізму (схеми виготовлення вибухівки та відкривання замків у дверях). Завдяки доступності через інтернет і відсутності плати журнал швидко здобув популярність. Перший випуск езину був викладений на різних BBS під назвами «Metal Shop», «Elite» і «Kleptic Palace».

Шапка езину «Illegal»

Після появи у США мережеві електронні журнали починають випускати і в Європі. У 1987 році виходить німецький хакерський електронний журнал «Illegal». Згодом він переходить на англійську мову. Цей езин охоплював аудиторію з різних країн, окрім німців, його читали у Швеції, Данії та Нідерландах.
У різних джерелах першим академічним журналом називають не одне й теж саме видання. За свідченнями редактора Чарльза Бейлі першим науковим журналом може вважатися «New Horizons in Adult Education», перший номер якого датується 1987 роком. Існують згадки про журнал «PACS Review», що починає випускатися в 1989 уже згадуваним доктором Ч. Бейлі з Університету Х'юстона. Проте в електронному архіві у вихідних даних першого номера зазначений 1990 рік. Головний редактор особисто теж підтверджує, що перший номер вийшов у 1990 році. Також у двох науковців зустрічається згадка про журнал «Psycholoquy», що вийшов у 1989 році за редакцією доктора С. Бернарда з Університету Принстона. Однак перші номери видання зникли з мережі і зараз є недоступними. «Psycholoquy» та «PACS Review» мали децентралізовану (peer2peer) систему рецензування, при якій статті рецензуються усіма читачами журналу. З інших джерел відомо, що першим рецензованим академічним мережевим електронним журналом був «The Online Journal of Current Clinical Trials» («Онлайн-журнал сучасних клінічних випробувань»). Його перший номер вийшов 1 липня 1992 року. Це був спільний проект організацій «OCLC» та «AAAS». Він містив результати клінічних випробувань, огляди корисних книг, аналітичні статті та листи до редакції. Журнал індексувався бібліографічними базами даних «BIOSIS» та «MEDLINE». Видання розповсюджувалося через модемний прямий доступ до сервера, а також через інтернет завдяки спеціалізованій мережі «Electronic Publishing Service».
Широкого поширення перші електронні журнали досягли через альтернативні мережі BBS (електронні дошки оголошень), що набули популярності серед користувачів перших персональних комп'ютерів у США. Першу електронну дошку оголошень винайшов у 1978 році В. Крістенсен. Цей винахід пов'язаний із великим сніговим штормом 1978 року, що зупинив роботу в Чикаго на декілька тижнів. Комп'ютерний програміст фірми ІВМ написав програму, що дозволяла б комп'ютерам через телефонну мережу під'єднуватися до комп'ютера, зчитувати текст, завантажувати програми та робити інші операції. За аналогією з дошками оголошень ця технологія отримала назву BBS (bulletin board system — електронна дошка оголошень). 16 січня 1978 року Крістенсен запустив цю програму, роздав номер терміналу своїм друзям, у яких на той час уже були комп'ютери, та написав статтю в журнал «Байт».

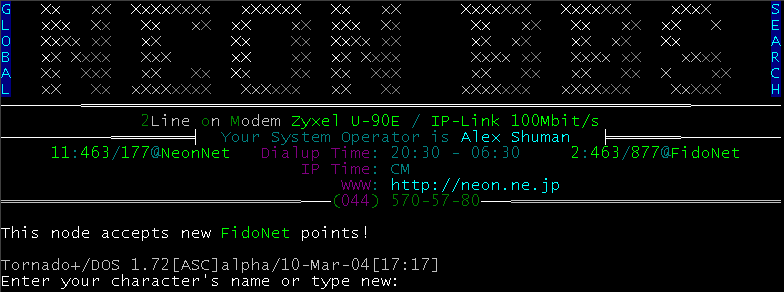
BBS NEON

На той час існувала військова експериментальна комп'ютерна мережа, що мала назву ARPANET. Там уже видавалися періодичні дайджести, але доступ до військової мережі мало обмежене коло людей — науковців, техніків. Тому розвиток самвидавної електронної періодики ми спостерігаємо саме в таких незалежних комп'ютерних мережах, як BBS. У цій технології фактично вперше з'явилася можливість затримати мережеву масову комунікацію в часі. Власник електронної дошки оголошень встановлював на своєму комп'ютері термінал, що слугував сервером для користувачів. Людина, що приєдналася через свій модем до терміналу, зчитувала всі наявні там повідомлення і могла лишати свої. Оскільки більшість інформації було в текстовому форматі ASCII, вони займали дуже мало місця. Для такої комунікації користувачам потрібними були комп'ютер, модем і телефонна лінія. BBS долучив значно ширші кола до масової комунікації через комп'ютерні мережі, аніж це могла зробити офіційна ARPANET.
BBS як засіб розповсюдження електронних видань виявився зручним. Ми спостерігаємо цілий мережевий видавничий бум у кінці 80-х на початку 90-х років. Фактично у власників приватних комп'ютерів не було можливості обирати мережі, бо перший комерційний провайдер з'явився тільки у 1989 році.
Від початку 80-х до середини 90-х років ХХ століття більшість BBS була у власності приватних людей, так званих «SysOp» (system operator –системний оператор), які займалися цим як хобі. Деякі BBS надавали доступ лише за підпискою — читачам, що заплатили за доступ. Користувачі таких дощок утворювали різноманітні групи за інтересами і спілкувалися переважно в мережі. Для зв'язку з BBS інших регіонів вони могли застосовувати фрікінг (нелегальний доступ до телефонних ліній). Це було досить поширеним явищем, оскільки перші користувачі мережі інтернет були технічно підготовлені для цього. Відомо, що навіть творці компанії «Apple» Возняк і Джобс починали з продажу незаконних апаратів для зламування телефонних мереж.
Мережа інтернет не є єдиним простором. Під впливом мережі WWW, яка об'єднала своїм інтерфейсом більшість сервісів всесвітньої мережі, створюється хибне враження, що вона і є інтернетом, однак це лише один, хоч і важливий, його сервіс. До появи приватних провайдерів доступ до інтернету з його тогочасними сервісами FTP, e-mail, gopher були привілеями військових, науковців та студентів університетів. Пересічний користувач персонального комп'ютера не міг отримати доступ до інтернету, створювати свої регіональні мережі, які й заповнили BBS. Вони створювали альтернативні мережі, доступ до яких могли мати всі охочі. Через це BBS стали популярними і на ціле десятиліття були єдиним доступним для приватних осіб мережевим засобом масової комунікації.
Паралельно розвиваються подібні до BBS мережі. У 1979 році Т. Траскот разом з Д. Елісом винаходять подібну до BBS систему, що набула поширення лише на початку 90-х, — ехоконференції. Цей винахід зняв просторові обмеження BBS, оскільки його підключили до ARPAnet. Для отримання нових повідомлень уже не потрібно було додзвонюватися до терміналу. Тепер варто було лише підписатися на конференцію і нові повідомлення починали приходити у вигляді пошти. Такий метод доставки був реалізований через пакетну передачу даних, тому інформація могла передаватися по всьому світові.. У новій мережі з'являються періодичні видання, першим з яких було «FIDOnews», що вийшло у 1984 році під редагуванням Т. Дженінга.
Лише наприкінці 80-х років, з появою комерційних провайдерів, стало можливим долучитися до інтернету пересічним громадянам без наукового ступеня або військового звання. Тобто інтернет став справді масовим. У цей час популярними стали й ехоконференції. Перше помітне застосування мережі як ЗМК відбулося під час суспільних заворушень у Східній Європі та війни в Перській затоці. Саме тоді інформація змогла розповсюдитися із зони конфлікту не лише через офіційні ЗМІ, але й через інтернет. Це перевернуло уявлення людей щодо потенціалу цієї глобальної системи зв'язку. Ось що сказав про це директор компанії «Microsoft» Б. Гейтс: «Під час недавнього політичного конфлікту в Росії обидві сторони могли апелювати до світової громадськості, відправляючи свої повідомлення на електронні дошки. Так мережі дозволяють контактувати зовсім незнайомим людям, що стривожені однаковими проблемами».
Текстові видання називали ASCII-журналами, від назви англійського кодування. Це був міжплатформний формат тексту, тому його могли створювати та читати на будь-якому комп'ютері, що відрізняло езини від дискових журналів, які створювалися винятково для якоїсь однієї марки комп'ютерів. Головний редактор «Prime Anarchist Column» зазначав: «Багато людей запитують, на якому комп'ютері я роблю цей журнал. Я маю 8-бітний Atari і це взагалі не проблема».

## Мережа 1.0

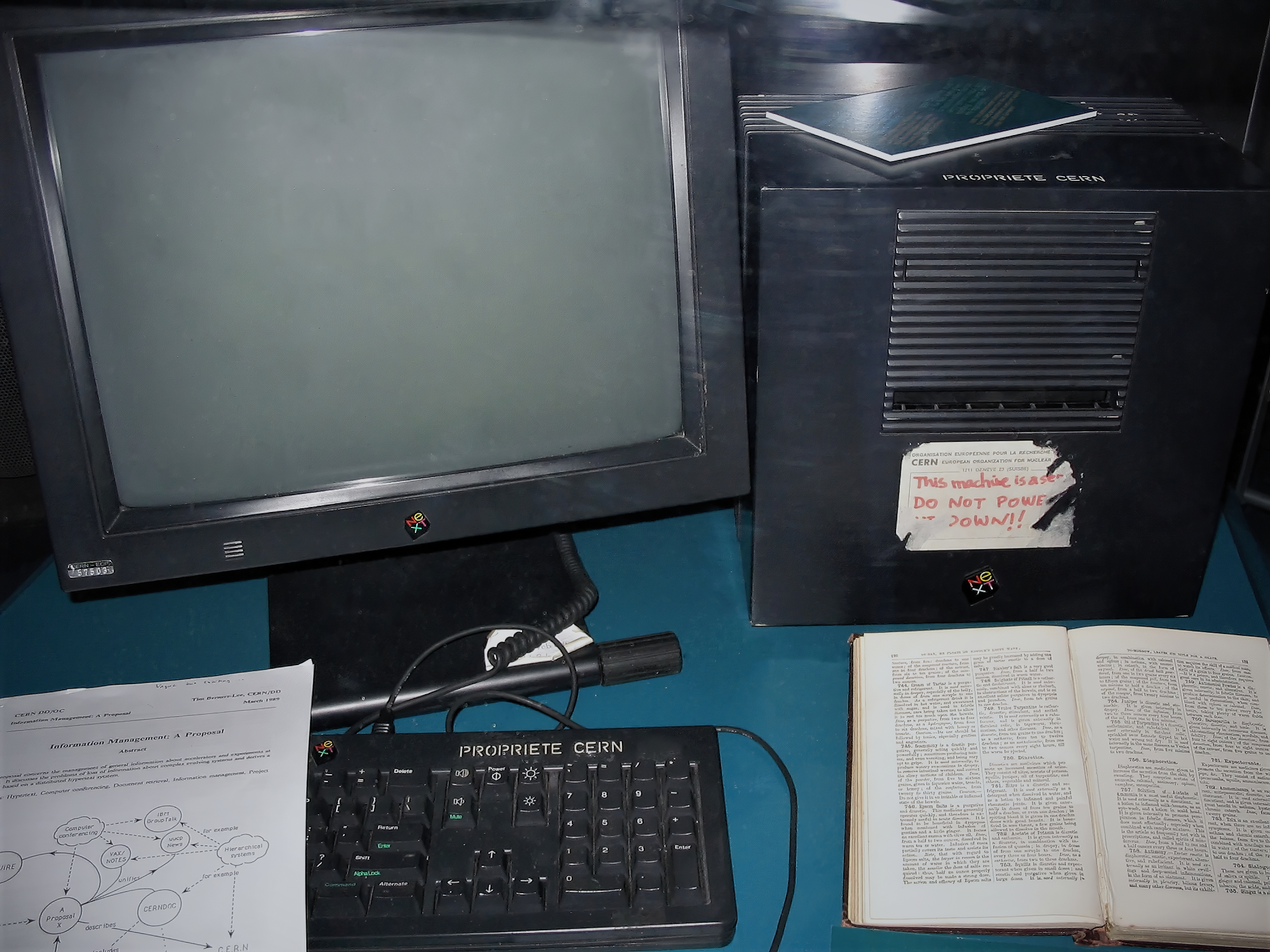
Комп'ютер Тіма Бенерс-Лі, на якому він заклав основи WWW

Перша суттєва трансформація відбулася електронних видань через появу нової технології — гіпертексту. Поки набував популярності протокол ехоконференцій nttp, у 1989 році в Женевській лабораторії ядерної фізики (CERN) науковець Т. Бенерс-Лі розробляє гіпертекстовий протокол http. Нова технологія дала змогу поширити інтернет далеко за межі технічних та військових еліт. Пройде ще декілька років, поки гіпертекст стане масовим явищем. Гіпертекстова мережа WWW не лише краще долала часову та просторову розмежованість, а й давала змогу макетувати текст разом із зображеннями (до того видання взагалі були лише текстовими). Стало можливим робити посилання на інші тексти безпосередньо з документа, пошук файлів став дійсно глобальним. Якщо раніше щоб знайти потрібний матеріал доводилося інколи тижнями шукати його в різноманітних групах конференцій, то тепер потрібний текст знаходили пошукові машини та гіпертекстові каталоги. Посилання зв'язали всі документи світу в одну велику бібліотеку. Саме через таку популярність гіпертекстової мережі WWW переважна більшість користувачів і асоціює з нею інтернет, забуваючи, що це лише загальна назва для багатьох сервісів.
Гіпертекстова мережа WWW трансформувала не лише видання. Вона стала наскільки популярною, що згодом через її інтерфейс почали користуватися й іншими мережами (ftp, news, електронна пошта тощо), таким чином відбулася загальна трансформація мережевих видань. Зрештою WWW поглинула всі мережі й сьогодні вважається майже синонімом терміну «інтернет». У «Каталозі електронних журналів», що вийшов у 1991 році у США, подається інформація про розповсюдження видань. І якщо на початку переважна більшість журналів розсилалася через електронну пошту, а вебсайтів взагалі не було, то в 1996 році майже 90 % видань мали свої сторінки у мережі WWW. Гіпертекстова мережа впливала не лише на форму подачі інформації, але й на періодичність, оскільки тепер стало можливо публікувати нові статті не групами (як у друкованому журналі), а поступово.
Як зазначили дослідники А. Ховав та П. Грей, одразу після презентації WWW була заснована величезна кількість електронних журналів з «подальшим високим рівнем смертності серед них». На важливість гіперпосилань для навчальних електронниї видань вказував В. Монті у статті «Вебжурнали й освіта». Цей американський дослідник зазначав, що активні посилання та різні формати дозволяють студентам обирати власний стиль навчання. На базі гіпертекстових документів з'явилися нові види видань: статичні та динамічні сайти. Технологія розмітки тексту була такою простою, а хостинг в інтернеті настільки дешевим, що навіть школяр міг відкрити власне видання. Цим тривалий час користувалися різноманітні маргінальні угруповання молоді, що пропагували свої ідеї. Підприємства, громадські організації, партії та приватні особи також відкривали власні сайти. Зазвичай подібний ресурс містив інформацію про власника і давав можливість зв'язатися з останнім через e-mail. Мережеві електронні журнали, що розвивалися на базі HTML, від сайтів відрізняються лише тим, що останні не є періодичними виданнями.
На період розвитку гіпертекстових видань припадає активне входження наукових журналів у мережевий формат. Завдяки деяким статтям того періоду можна визначити, які саме технологічні переваги HTML збиралися використовувати спільноти науковців. Якщо оперативність, безпаперовість та безкоштовність були характерними і для текстових езинів, то наскрізний пошук видань змогли робити тільки завдяки системі гіперпосилань, що зв'язувала усі сторінки видання разом. Також позитивно оцінювалася можливість інтегрувати в текст графіку та таблиці. Для наукових журналів це було важливим досягненням, оскільки вони змогли публікувати графіки та інші візуальні результати дослідження безпосередньо біля тексту про експерименти.
Трансформаційні зміни, що з'явилися з HTML, дозволили видавцям видань широко використовувати фотографії. В історії подібне вже траплялося на початку ХХ століття, коли широке запровадження фотографії змінило стилістику журналів. Важливим етапом розвитку мережевих медіа і журналів зокрема стало винайдення методів стиснення графічної інформації, що уможливило передачу зображень через повільні канали. Гіпертекст дозволив макетувати ілюстративний матеріал разом із текстом. Зображення в HTML вставляються як окремі документи. У мережі підтримуються тільки деякі формати растрової графіки — GIF, JPEG та PNG.

## Цифрова нестабільність
Однією з проблем дослідження ретроспективно електронних видань, є цифрова нестабільність. 